# Distrito electoral de Brewerville (Illinois)
Brewerville (en inglés: Brewerville Precinct) es un distrito electoral ubicado en el condado de Randolph en el estado estadounidense de Illinois. En el Censo de 2010 tenía una población de 285 habitantes y una densidad poblacional de 2,64 personas por km².

## Geografía
Brewerville se encuentra ubicado en las coordenadas 38°0′59″N 89°59′2″O / 38.01639, -89.98389. Según la Oficina del Censo de los Estados Unidos, Brewerville tiene una superficie total de 107.77 km², de la cual 99.43 km² corresponden a tierra firme y (7.74%) 8.34 km² es agua.

## Demografía
Según el censo de 2010, había 285 personas residiendo en Brewerville. La densidad de población era de 2,64 hab./km². De los 285 habitantes, Brewerville estaba compuesto por el 99.65% blancos, el 0% eran afroamericanos, el 0% eran amerindios, el 0% eran asiáticos, el 0% eran isleños del Pacífico, el 0% eran de otras razas y el 0.35% pertenecían a dos o más razas. Del total de la población el 0.35% eran hispanos o latinos de cualquier raza.